# Szczurekia virginis
Szczurekia virginis is een hooiwagen uit de familie Cosmetidae.